# Diederik Bangma
Diederik Bangma (Rhenen, 22 mei 1990) is een Nederlands voetballer die als doelman speelt.
Bangma speelde in de jeugd bij GVVV uit Veenendaal en de voetbalschool van sc Heerenveen. Door blessuregevallen in de eerste selectie debuteerde de doelman in het seizoen 2009/10 voor de Friezen. In de thuiswedstrijd tegen Heracles Almelo op 27 februari 2010 kwam hij na de rust het veld in voor de geblesseerd uitgevallen Martin Lejsal.
Het seizoen erop speelde hij zijn duels voornamelijk in het tweede elftal, waarop de club hem in de winterstop verhuurde aan FC Emmen, waarmee hij in de eerste divisie ging spelen. Hij verbleef tot het eind van het seizoen bij de Drentse club in de waar hij de concurrentiestrijd aanging met Harm Zeinstra, die eveneens onder contract staat bij sc Heerenveen. Sinds 2011 speelde hij voor WKE in de Zondag Topklasse. Vanaf het seizoen 2015/16 komt Bangma uit voor Achilles 1894. In de winterstop ging hij naar het Duitse BV Cloppenburg. In juni 2019 verbond Banhgma zich als keeperstrainer aan  DZOH waar hij ook indien nodig beschikbaar is als speler voor de hoogste teams.